# Хупекче
Хупекче́ або Пізнє Пекче (кор. 후백제, 後百濟, 892—936) — одна з трьох пізніх корейських держав, разом з Тхебон і Сілла.
Історія Хупекче відома в основному за історичними документами «Самгук Юса» і «Самгук Сагі».

## Історія
Засновником Пізнього Пекче був Кьонхвон. У «Самгук Юса» зафіксовані перекази, що відзначають чудесне народження і незвичайну юність майбутнього правителя Хупекче: його мати завагітніла від великого земляного хробака, коли той у вигляді чоловіка у ліловому одязі приходив до неї ночами. Одного разу в дитинстві Кьонхвона нагодувала своїм молоком тигриця, коли той лежав під деревом. В юності він проявив себе як видатний воїн.
Поява в життєписі засновника держави або видатної людини міфів або легенд про чудесне народження і здібності, що проявилися у ранні роки — поширене явище для стародавньої Кореї, яке вказує на позитивний характер персонажа.
Перебуваючи на військовій службі на південно-заході Сілла, коли в країні почали одне за іншим спалахувати селянські повстання, Кьонхвон зібрав близько 5000 чоловік і в 892 році захопив місто Мучжін-чжу (нинішнє місто Кванджу провінції Чолла-Намдо), оголосивши себе королем. У 900 році він переніс столицю північніше, у місто Вансан-чжу (нинішнє місто Чонджу) і дав своїй державі назву «Пізнє Пекче» — Хупекче. У тому ж році були сформовані центральні органи влади.
Хупекче підтримувало достатньо мирні відносини з північними територіями — з Китаєм, в якому до 907 року була зруйнована держава Тан і почалася так звана «Епоха П'яти Династій», що тривала до 959 року, і з новим Когурьо. Але з Сілла відносини були напружені. Пекче споряджало військові експедиції до кордонів Сілла, а в 927 році Кьонхвон особисто очолив похід на столицю Сілла Кимсон. Тоді був захоплений володар Кьоне-ван (924—927). Однак Кьонхвону не вдалося підкорити Сілла, і він звів на престол лояльного до Пізнього Пекче короля Кьонсун-вана (927—935). Кьонхвон вивів свої війська з Сілла. Можливо, це сталося тому, що
засновник нової держави Корьо — Ван Гон, незадоволений територіальними амбіціями Пізнього Пекче, особисто повів 5000-не військо на столицю Сілла і пішов на бій з військами Хупекче.
Активні бойові дії між Хупекче і Корьо знову почали розгортатися в 934 році. Тоді Корьо захопило у Пекче 10 фортець. У цей час в Пізньому Пекче при дворі почалася боротьба за престолонаслідування, яка підривала підвалини центральної влади. Сам Кьонхвон, що мав 10 синів, хотів звести на престол четвертого сина — Кимгана. Проте старший син Сінгом не погодився з рішенням батька. У 935 році він заточив Кьонхвона в монастир Кинсанса, вбив молодшого брата і сам захопив владу. Сінгом вирішив боротися з військами Корьо, в той час як Кьонхвон і його сини хотіли підкоритися новому могутньому Корьо.
В 935 році Кьонхвону вдалося втекти до Корьо і очолити похід проти Хупекче. Згідно з «Самгук Юса» разом з загонами Ван Гона армія Кьонхвона налічувала 100 000 чоловік. В 936 році війська Корьо на чолі з Кьонхвоном і Ван Гоном в битві біля містечка Сонсан (сьогодні це частина міста Кумі в провінції Кьонсан-Пукто) здолали Сінгома. Таким чином в 936 році Хупекче остаточно було завойоване. Битва при Сонсані закінчила епоху пізніх трьох королівств.